# 法務総合研究所

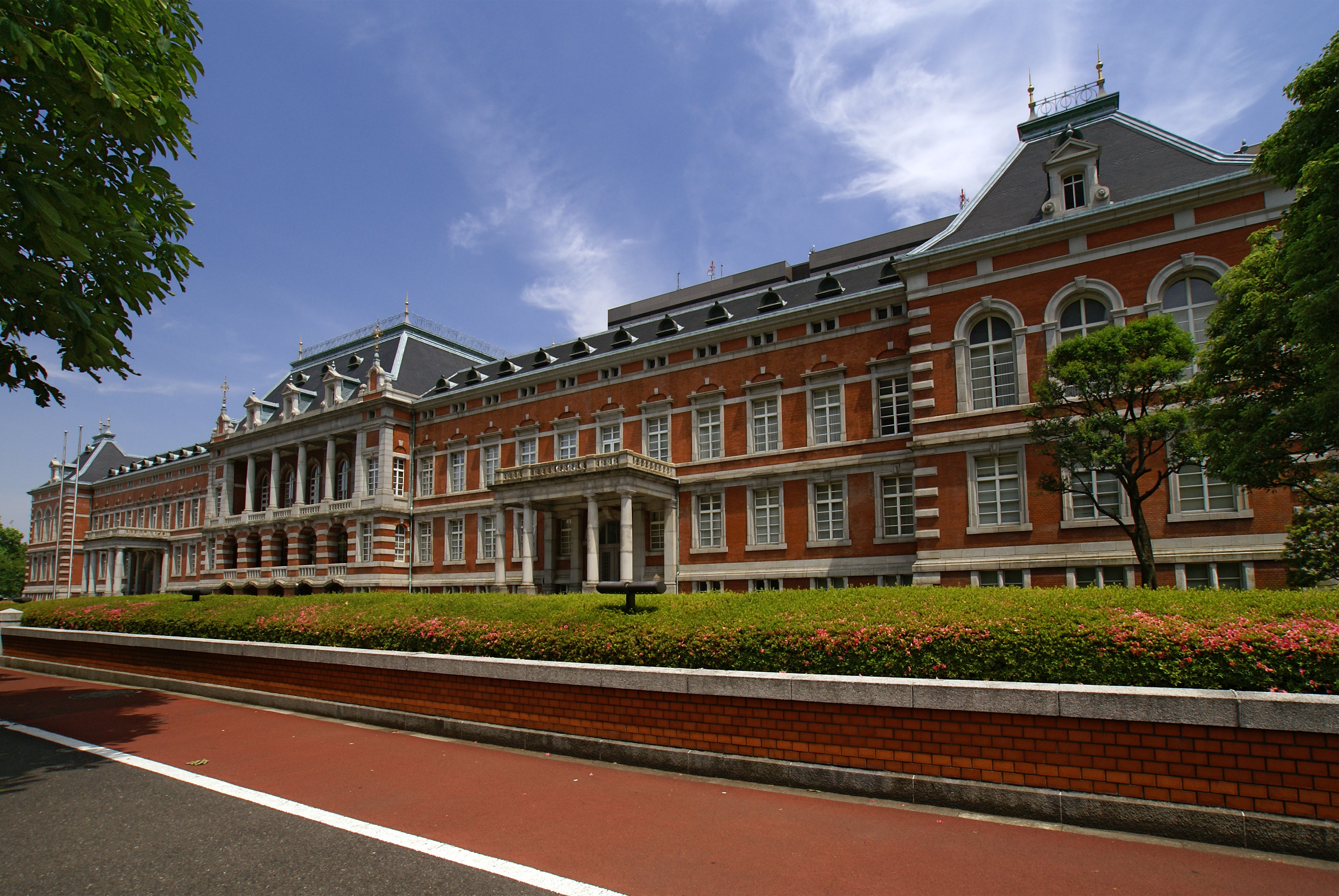
法務総合研究所が入る中央合同庁舎第6号館赤れんが棟

法務総合研究所（ほうむそうごうけんきゅうしょ）は、法務に関する調査・研究、法務省の職員に対する研修等を行う法務省の施設等機関（法務省設置令第57条）。文教研修施設として指定されている（法務省設置令第60条）。

## 概要

### 沿革
1939年（昭和14年）、日本では判事・検事・司法官試補の人格の練磨、識見の涵養及び司法に関する研究を行う機関として、司法研究所官制（昭和14年勅令第445号）に基づいて司法大臣の管理の下に司法研究所が設置されていた。同研究所は、終戦後の1946年（昭和21年）に司法研修所官制（昭和21年勅令第269号）に基づき司法研修所と改名された。
1947年（昭和22年）に日本国憲法が施行されたことにより、三権分立の観点から司法大臣の管理下にある組織で判事の研修を行うことは適切ではないことから、最高裁判所に設置されて判事・司法修習生の研修を行う司法研修所と、司法省に設置されて検事・検察事務官の研修を行う司法省研修所に分割された。
その後、司法省の名称の変更に伴い1948年（昭和23年）に法務庁研修所、1949年（昭和24年）に法務府研修所と相次いで改称され、1952年（昭和27年）の法務省発足時に幹部検察官を対象としていた検察研究所を吸収して法務研修所となった。その後、1959年（昭和34年）に職員に関する研修だけでなく刑事政策に関する総合的な調査研究をも行う機関として法務総合研究所と改称され、現在に至る。

### 所掌事務
次に掲げる事務をつかさどる（法務省組織令第58条第1項）。
1. 法務に関する調査・研究
2. 法務省の職員に対する職務上必要な研修の実施（矯正研修所が研修を行う矯正の事務に従事する職員・出入国在留管理庁の職員・公安調査庁の職員を除く。）
3. 国連アジア極東犯罪防止研修所（wikidata）の設置・国際連合への協力
4. 外国が実施する法制の維持・整備に関する国際協力
5. 法科大学院への裁判官及び検察官その他の一般職の国家公務員の派遣に関する法律（平成15年法律第40号）の規定による検察官の派遣に伴う法科大学院の教育に対する法曹としての実務に係る協力

## 内部組織
- 総務企画部 - 研修・研究の企画立案・調整、組織・予算の事務
- 研究部 - 刑事政策に関する調査・研究
- 研修部 - 検事・副検事・検察事務官・法務局職員・保護観察官・入国審査官・入国警備官等に対する研修
  - 研修第一部
  - 研修第二部
  - 研修第三部
- 国際連合研修協力部 - 国連アジア極東犯罪防止研修所（UNAFEI、アジ研）の運営
- 国際協力部 - アジア諸国に対する法整備支援活動

## 本所・支所

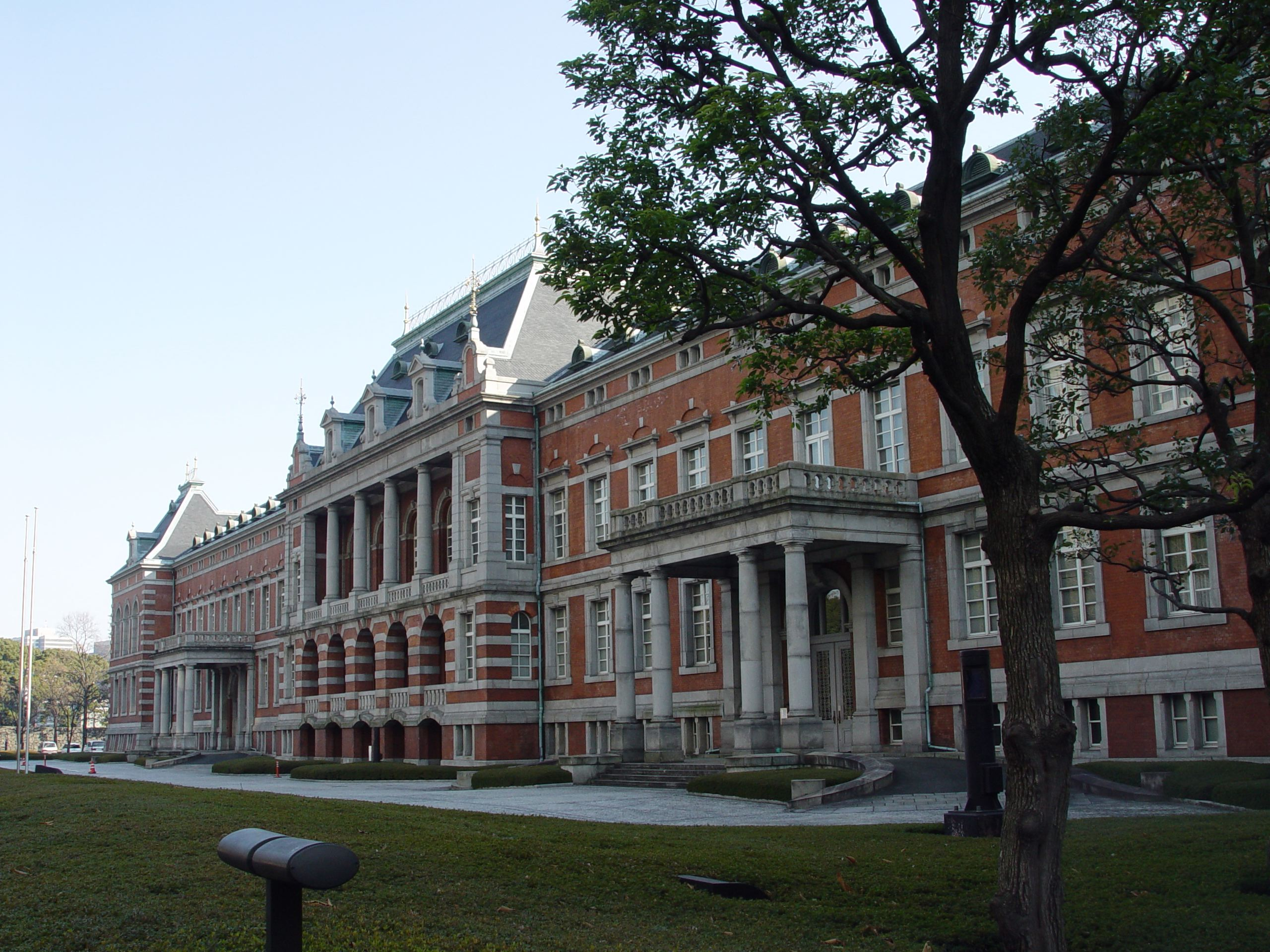
法務総合研究所東京本所の所在する中央合同庁舎6号館赤れんが棟
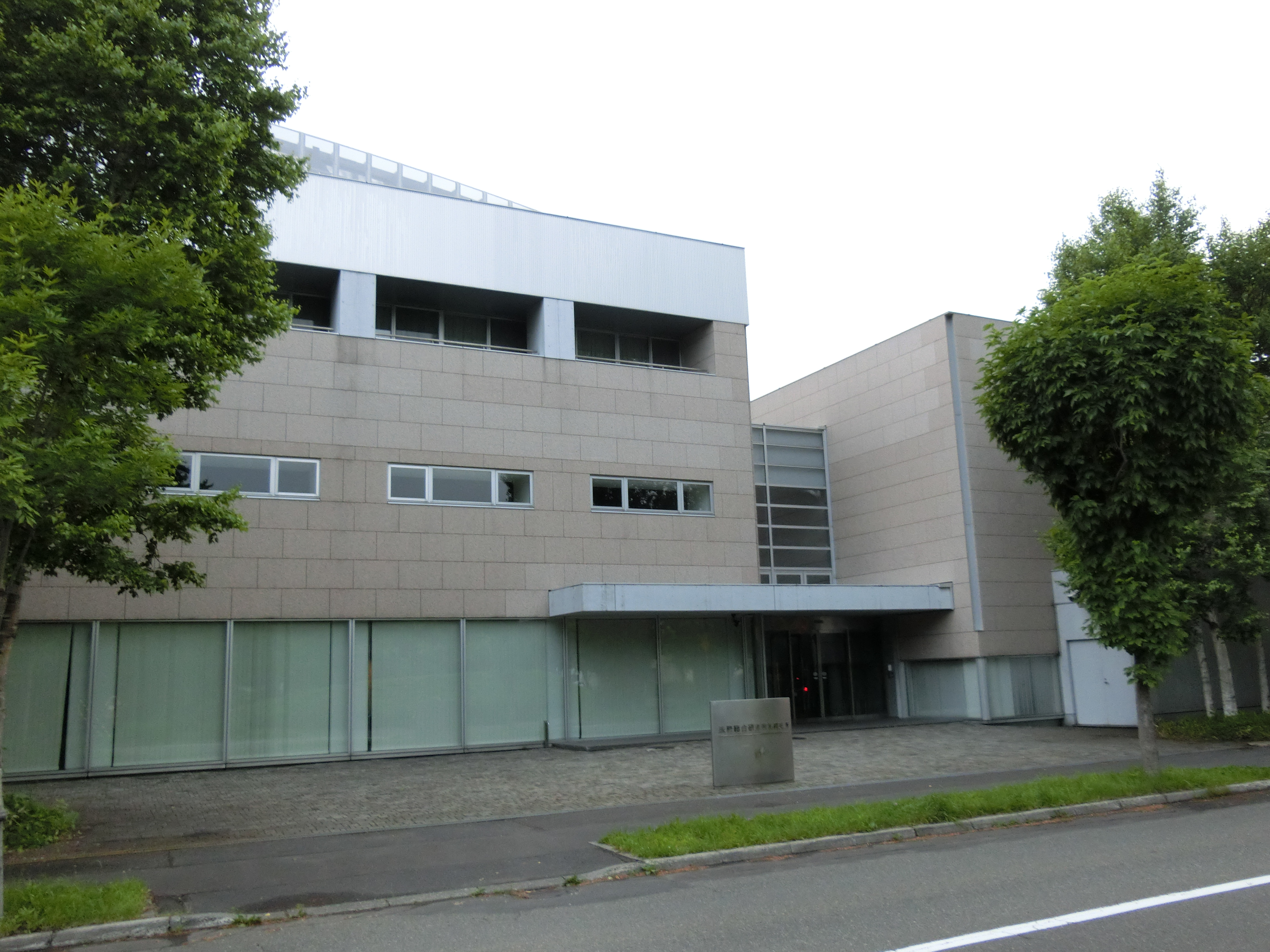
札幌支所（2017年6月）
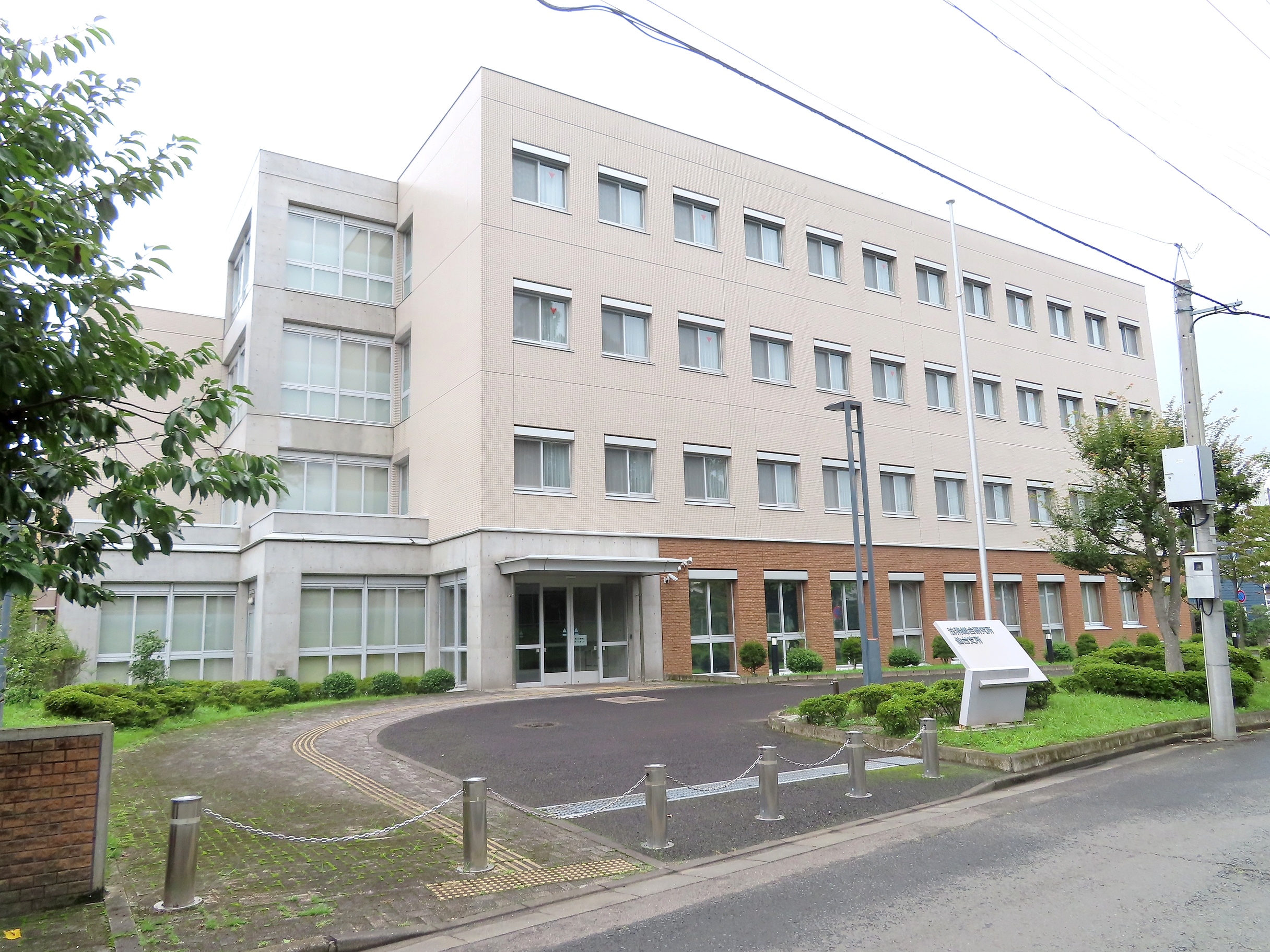
仙台支所（2021年8月）
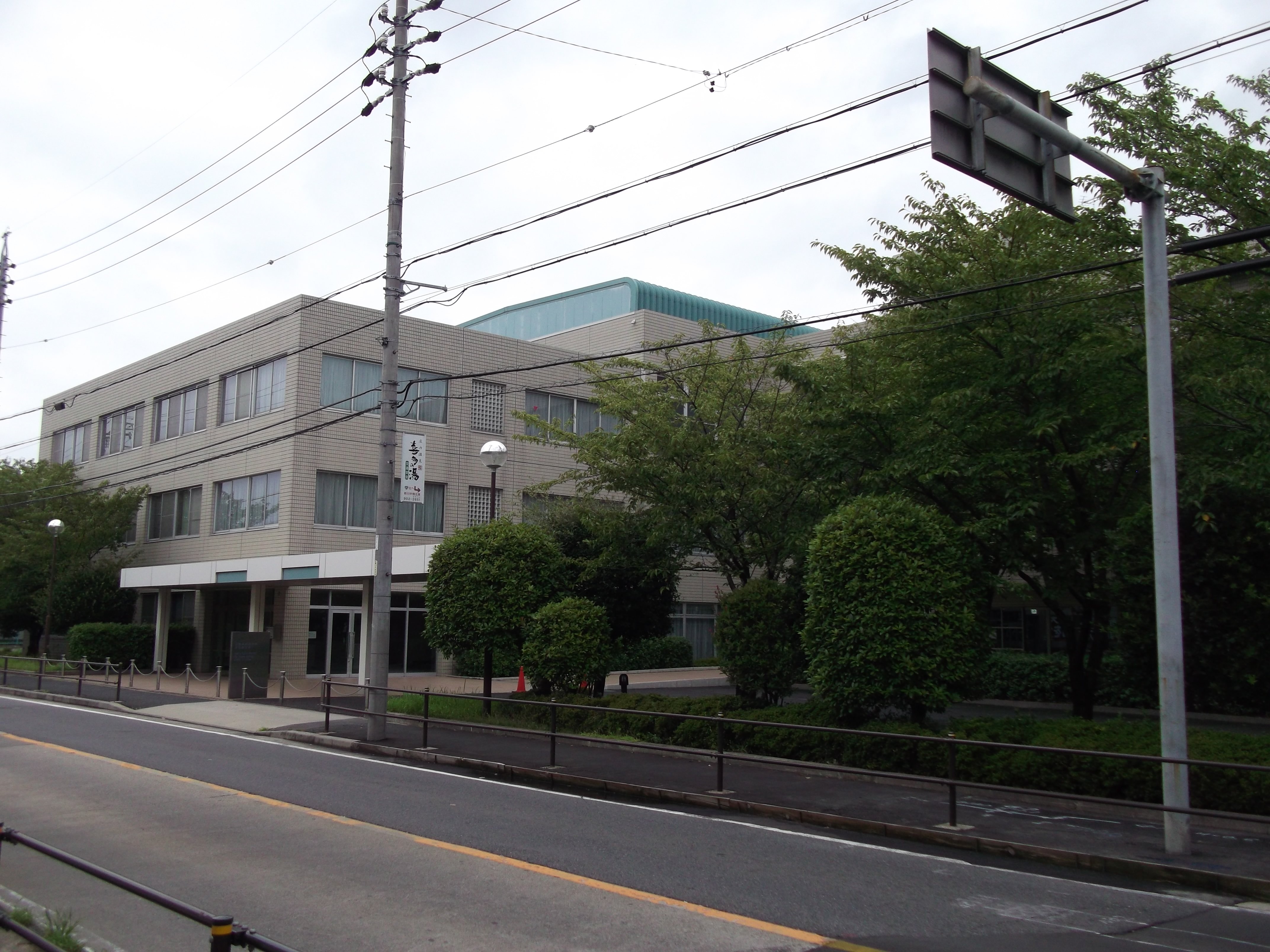
名古屋支所（2014年8月）

- 本所（東京都千代田区、千葉県浦安市）
- 札幌支所
- 仙台支所
- 牛久支所
- 名古屋支所
- 大阪支所
- 広島支所
- 高松支所
- 福岡支所

## 歴代所長
（在任期間、異動先など）
- 坂井一郎（ - 2002年10月 広島高等検察庁検事長）
- 上田広一（2002年10月 - 2003年2月 東京地方検察庁検事正）
- 鶴田六郎（2003年2月 - 2004年6月 東京地方検察庁検事正）
- 大塚清明（2004年6月 - 2005年7月 高松高等検察庁検事長）
- 中井憲治（2005年7月 - 2006年8月 退職）
- 松永栄治（2006年8月 - 2008年1月 広島高等検察庁検事長）
- 小貫芳信（2008年 - 2010年5月 名古屋高等検察庁検事長、東京高等検察庁検事長、最高裁判所判事）
- 麻生光洋（2010年5月 - 2010年10月 福岡高等検察庁検事長）
- 清水治（2010年10月 - 2012年6月 高松高等検察庁検事長）
- 酒井邦彦（2012年6月 - 2014年7月 高松高等検察庁検事長）
- 赤根智子（2014年7月 - 2016年6月 最高検察庁検事、国際刑事裁判所裁判官)
- 佐久間達哉（2016年6月 - 2019年1月、退職）
- 大塲亮太郎 (2019年1月 - 2020年3月、仙台高等検察庁検事長)
- 上冨敏伸 (2020年3月 - 2023年7月、仙台高等検察庁検事長)
- 瀬戸毅 (2023年7月 - 2024年12月、高松高等検察庁検事長)
- 森本加奈 (2024年12月 - 現職)